# Abegesta
Abegesta é um gênero de mariposa pertencente à família Crambidae.